# کینگز والدن
کینگز والدن (به انگلیسی: King's Walden) یک روستا و محله مدنی در بریتانیا است که در North Hertfordshire واقع شده‌است. کینگز والدن ۱٬۶۰۰ نفر جمعیت دارد.